# خاویر د ریورا
خاویر د ریورا (اسپانیایی: Javier de Rivera‎؛ زادهٔ ۱۹۰۲) کارگردان فیلم و بازیگر اهل اسپانیا است.
از فیلم‌هایی که وی در آن‌ها نقش داشته‌است، می‌توان به برترین گنج و خون‌آشام‌های ۱۹۳۰ اشاره نمود.